# Estrácio
Estrácio (em latim: Stratius; fl. 1207–1214), Estraces (em latim: Straces ) ou Estréazos (em grego medieval: Στρέαζος, Stréazos; em búlgaro: Стрез; romaniz.: Strez) foi um sebastocrator búlgaro e membro da dinastia Asen. Um dos principais candidatos ao trono do Império Búlgaro, Estrácio inicialmente foi contra a ascensão de Boril, que era parente próximo. Ele fugiu para o Principado da Sérvia, onde aceitou ser vassalo do grão-príncipe Estêvão Nemânica (Stefan Nemanjić) e, com o apoio dos sérvios, estabeleceu-se como um monarca quasi-independente de grande parte da região da Macedônia. Porém, Estrácio traiu seus suseranos, tornou-se um vassalo dos búlgaros e se aliou a Boril para lutar contra o Império Latino e contra os sérvios. Ele acabou assassinado em circunstâncias obscuras durante uma campanha contra os sérvios num complô que provavelmente envolveu São Sava.

## Pretendente ao trono e vassalo da Sérvia

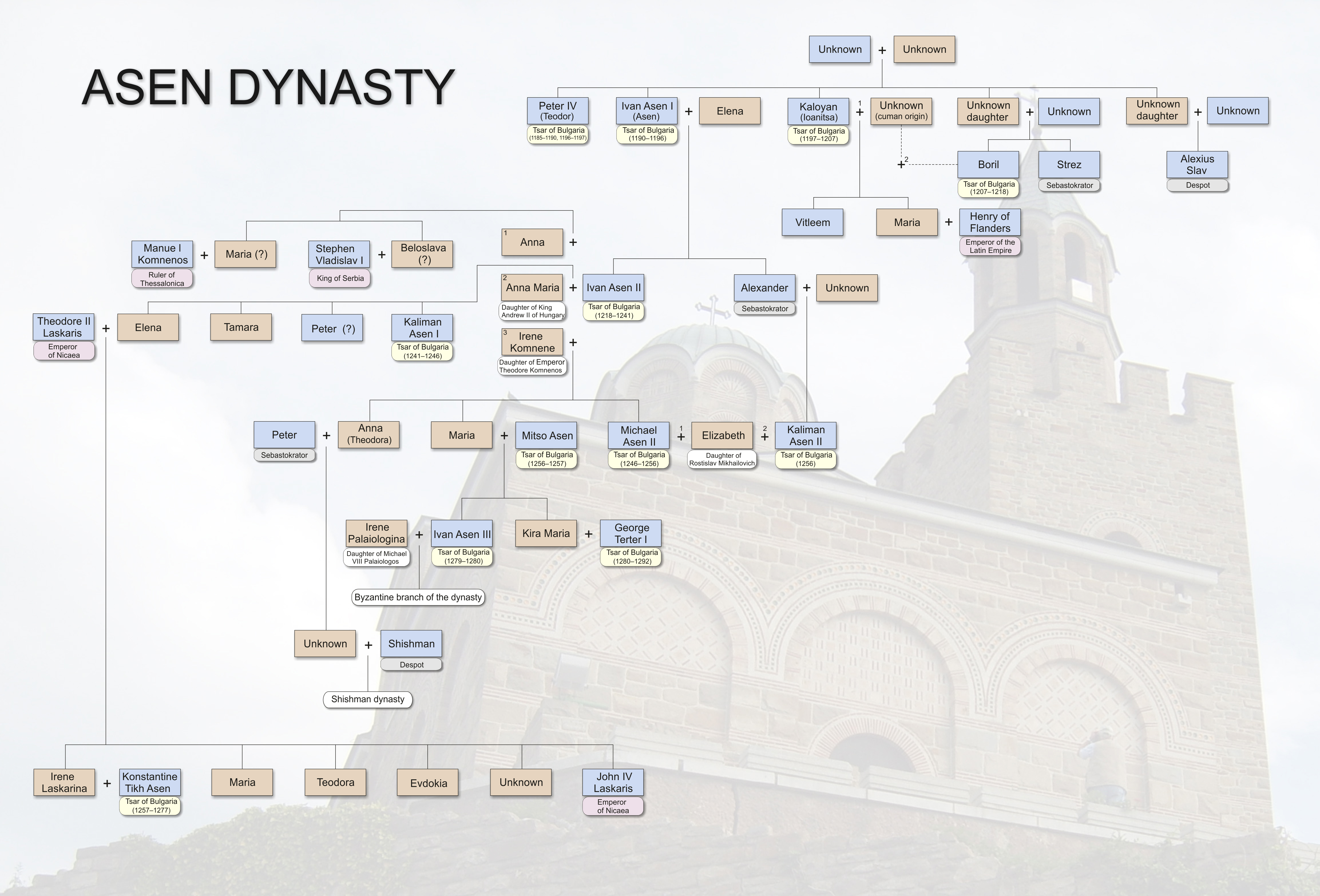
Árvore genealógica da dinastia Asen, incluindo Estrácio e Boril

Nada é mencionado sobre Estrácio até os eventos da véspera da morte repentina do czar Joanitzes (r. 1197–1207) durante o cerco do recém-fundado reino cruzado de Tessalônica. Assim como Aleixo Eslavo, outro nobre que também emergiria como um separatista na ocasião, Estrácio era um sobrinho dos irmãos Asen (Pedro IV, João Asen I e Joanitzes, que foram os três primeiros imperadores do Segundo Império Búlgaro. Porém, é incerto se ele era primo em primeiro grau ou irmão de Boril (r. 1207–1218).
Na época da morte de Joanitzes, Estrácio estava na capital Tarnovo, talvez tentando capitalizar seus direitos ancestrais à coroa búlgara. Porém, Boril se mostrou o candidato mais ambicioso. Ele perseguiu os outros candidatos e Aleixo e os filhos de João Asen I, João Asen II e Alexandre, tiveram que deixar a Bulgária.
Como acontecera com os demais membros da família real, a ascensão de Boril forçou Estrácio e seus aliados mais próximos a fugir, no caso dele para a vizinha Sérvia, onde foi bem recedido por Estêvão II Nemânica (r. 1196–1228) em 1207 ou no início de 1208. Apesar de Boril ter solicitado a extradição de Estrácio para a Bulgária, o monarca sérvio desejava utilizar Estrácio como uma marionete para conseguir conquistar territórios mantidos pelos búlgaros. Estêvão acreditava que a linhagem real e as aspirações imperiais de Estrácio tornariam muito mais fácil impor o domínio sérvio sobre a Macedônia, Kosovo e Branichevo, além de Belgrado, todas regiões conquistadas pela Bulgária no reinado de Joanitzes. Na mesma época, Boril não conseguiu fazer nada contra Estrácio e seu patrono sérvio, pois sofreu uma pesada derrota para os latinos na Batalha de Filipópolis em 1208. Estêvão chegou ao ponto de se tornar irmão de sangue de Estrácio numa cerimônia na qual ele esperava assegurar a lealdade do herdeiro búlgaro.
Em 1208, Estrácio liderou uma força sérvia que tomou a maior parte do vale do Vardar da Bulgária. Ele se estabeleceu como um vassalo da Sérvia no castelo de Prosek (perto da moderna Demir Kapija), a antiga capital de um outro separatista búlgaro, Dobromir Chrysos. Já em 1209, o reino de Estrácio se estendia por toda a Macedônia, do vale do Struma a leste, onde fazia fronteira com o território de Boril, até Bitola e, talvez, Ácrida (Ohrid) a oeste; de Escópia (Skopje), no norte, até Beroia no sul. Enquanto Estrácio ganhava rapidamente o apoio da população búlgara local e — possivelmente — herdava o que restava do sistema administrativo de Boril, unidades sérvias permaneciam estacionadas em seus domínios, para garantir sua lealdade ou, provavelmente, para em algum momento expulsá-lo e anexar suas terras.

## Vassalo da Bulgária
O casamento de Aleixo Eslavo com a filha do imperador latino Henrique de Flandres em 1209 foi um grande perigo potencial para Boril, que poderia se ver na posição de ter que enfrentar inimigos nos dois flancos. Temendo uma aliança assim, Boril se aproximou de Estrácio, que estava, na época, em ascensão e próximo de conseguir a independência da Sérvia. Estrácio concordou em se unir com seu antigo inimigo, ainda que só depois de Boril ter reconfirmado sua autonomia completa. Estrácio eliminou o que restava das tropas sérvias em suas terras, um ato que os sérvios viram como tendo sido "inspirado pelo demônio". Não é impossível que Boril tenha persuadido Estrácio através de ameaças militares, mas o mais provável é que seja conseguida através de negociações.
No mesmo ano, Estrácio e Boril negociaram a paz com Miguel I Comneno Ducas, déspota de Epiro. No final de 1209, Estrácio e Miguel podem ter tentado uma campanha conjunta contra Tessalônica, pois ambos perderam territórios para os latinos em campanhas que provavelmente era raides retaliatórios no final de 1209 e início de 1210. O fracasso deste ataque fez com que Miguel abandonasse a aliança com os búlgaros e passasse a apoiar os latinos. No início de 1211, Estrácio entrou em conflito com os latinos e os epirotas em Tessalônica e pediu a ajuda de Boril depois que Miguel e Henrique invadiram as regiões ocidentais de Estrácio. No início do verão, o exército búlgaro aliado sofreu uma pesada derrota em Bitola nas mãos de Miguel, do irmão de Henrique, Eustáquio, e Bernardo de Katzenellenbogen. Mesmo sem resultar em nenhuma perda territorial, a derrota impediu Estrácio de se expandir para o sul. No contexto de um concílio contra os bogomilos realizado em 1211, Estrácio foi chamado de sebastocrator. O título foi conferido a ele ou por Boril como parte do acordo em 1209 ou por Joanitzes durante o seu reinado. Seja como for, Boril certamente reconheceu o direito de Estrácio de usar o título. Há evidências que Estrácio dividiu suas posses em unidades administrativas, cada uma governada por um sebasto. Em 1212, Estrácio já estava poderoso o suficiente para ser considerado um dos principais adversários do Império Latino, juntamente com Boril, Miguel e o imperador de Niceia, Teodoro I Láscaris, pelo próprio Henrique de Flandres.

## Campanha contra os sérvios
Depois de uma série de fracassos militares contra os latinos, Boril aceitou a paz com Henrique em 1213, consolidada por dois casamentos reais. Como vassalo de Boril, Estrácio se juntou à aliança búlgara-latina, cujo primeiro objetivo era uma dupla invasão à Sérvia. Em 1214, as forças de Boril e Henrique atacaram a Sérvia pelo leste e o exército de Estrácio, considerado pelas fontes contemporânea como "incontável", penetraram o território sérvio pelo sul e alcançaram o Pologue. Obrigado a enfrentar uma guerra em dois frontes, os sérvios rapidamente pediram a paz. Depois que os enviados de Estêvão a Estrácio fracassaram, ele enviou seu irmão, o arcebispo Sava (canonizado depois), ao campo de Estrácio.
Sava também não teve sucesso nenhum, mas o fato é que Estrácio morreu na noite seguinte à sua partida. As fontes sérvias apresentaram a morte de Estrácio como um milagre, no qual ele teria sido apunhalado por um anjo, enquanto que o mais provável é que ele tenha sido assassinado num complô orquestrado por Sava. O historiador John V. A. Fine especulou que Sava teria encontrado aliados entre os nobres de Estrácio, alguns dos quais o teriam traído, organizado sua morte e desertado imediatamente depois. De acordo com a hagiografia de São Sava, em suas palavras finais no leito de morte, Estrácio alegou ter sido apunhalado por um jovem soldado por ordem de Sava.
Enquanto o assassinato de Estrácio marcou o fim da campanha búlgaro-latina, Estêvão não realizou a campanha na Macedônia por causa da proximidade das tropas da coalizão, que estavam estacionados em Naísso. Em 1217, todo o todo o território de Estrácio estava sob o domínio dos epirotas de Teodoro Comneno Ducas, embora Boril também possa ter controlado parte ou todo este território durante esse intervalo. Os sérvios não conseguiram se aproveitar da morte de Estrácio, uma vez que nenhuma parte de seu antigo território passou para controle sérvio.

## Análise e legado
Fontes sérvias da época, como a hagiografia de São Sava, são extremamente críticas em relação aos atos de Estrácio. Elas acusam-no de ser temerário, bêbado, infiel, traidor e cruel. A hagiografia fala ainda sobre uma suposta tendência de Estrácio de fazer atirar prisioneiros do alto de uma colina diretamente no rio Vardar para divertir seus convidados. Conforme os prisioneiros caíam para a morte, Estrácio gritava sarcasticamente para que eles "não molhassem suas roupas". O historiador búlgaro Ivan Lazarov descartou estas alegações como difamações. Em sua biografia de Estrácio, ele elogia o monarca medieval como um "verdadeiro membro da dinastia Asen" e defende suas ações afirmando que ele era uma "cria de sua época". Lazarov analisa Estrácio como possuidor de uma personalidade característica e vívida que colocava a independência acima de tudo.
O nome de Estrácio passou a fazer parte do folclore búlgaro, incluindo um relato lendário sobre sua vida intitulado "Biografia do Príncipe Stregan", escrito no século XVIII ou depois. Pelo menos uma localização geográfica na Macedônia está ligada a Estrácio, a quem o povo identificava como um voivoda ou haiduque que defendia-os contra os turcos otomanos. Algumas ruínas nas margens do rio Vardar perto de Jegunovce, a oeste de Escópia, eram conhecidas pelos locais como "Fortaleza de Estrácio" (Стрезово кале, Estrácioovo kale). Ainda que na verdade sua capital se localizasse em Prosek, muito mais para o sul, o castelo em Jegunovce pode ter feito parte do conjunto de fortificações fronteiriças do reino de Estrácio ou ainda o lugar de sua negociação com Sava, onde morreu.